# Ferdinand Wiedeburg

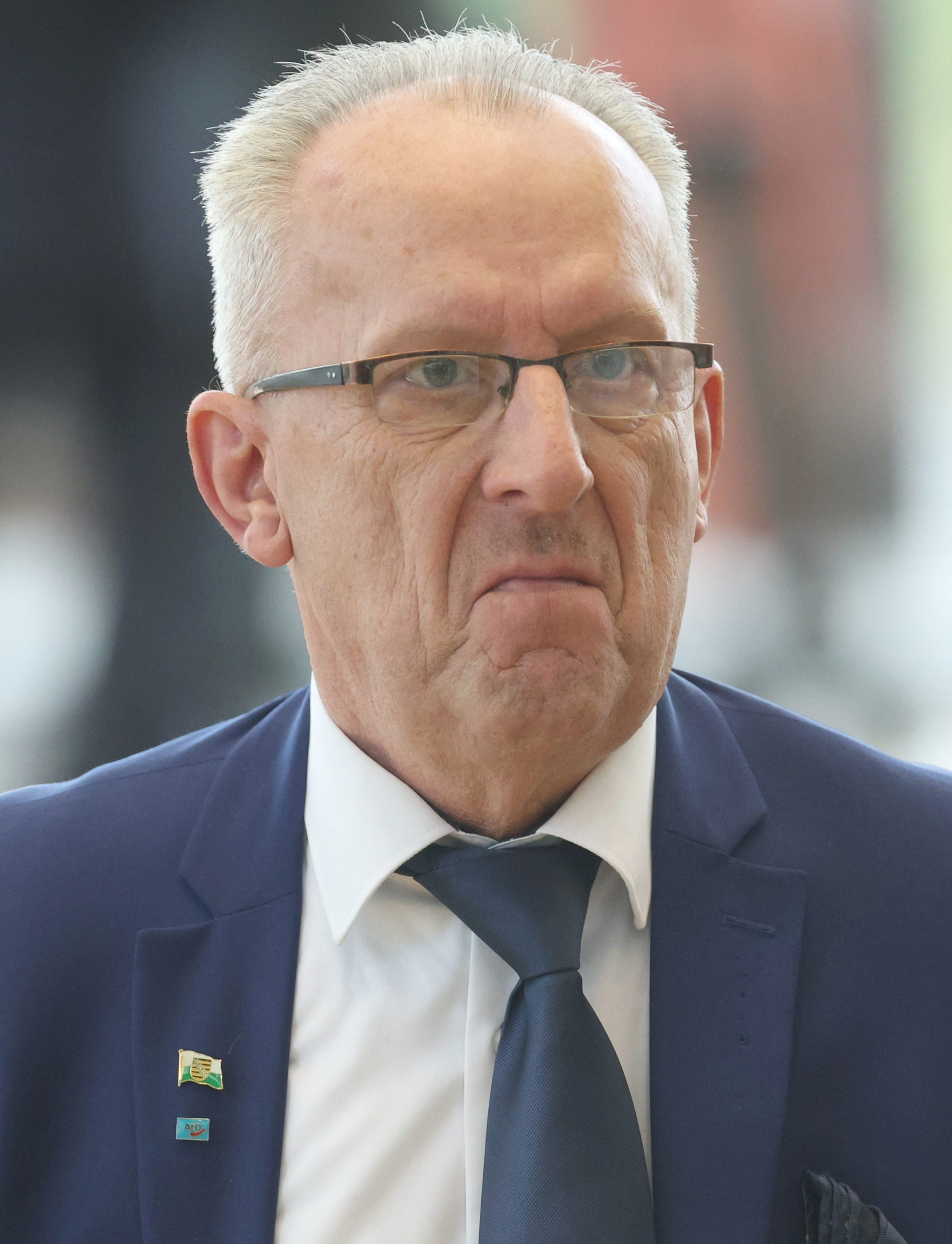
Ferdinand Wiedeburg (2024)

Georg Ferdinand Wiedeburg (* 10. November 1956 in Eilenburg) ist ein deutscher Politiker (AfD). Er ist seit 2024 Mitglied des Sächsischen Landtags.

## Leben
Wiedeburg absolvierte von 1973 bis 1975 eine Lehre zum Instandhaltungsmechaniker für Rohrleitungen, Armaturen und Behälter. Von 1986 bis 1988 absolvierte er eine Ausbildung zum Meister für Maschinen- und Anlageninstandhaltung. Er war als Vorarbeiter, Rohrleitungsmonteur und Bauleiter tätig.
Wiedeburg ist verheiratet und Vater zweier Kinder.

## Politik
Wiedeburg ist Mitglied der AfD. Er ist seit 2019 Mitglied des Stadtrats von Eilenburg und Mitglied des Kreistags des Landkreises Nordsachsen.
Bei der Landtagswahl in Sachsen 2024 wurde Wiedeburg über das Direktmandat im Wahlkreis Nordsachsen 2 in den Landtag gewählt.